# Carlos José da Áustria
Carlos José Emanuel Nepomuceno Antônio Procópio de Áustria (em alemão:  Karl Joseph Emanuel Nepomuck von Österreich, Viena, 1 de fevereiro de 1745 - Viena, 18 de janeiro de 1761) foi um arquiduque da Áustria, sétimo filho da imperatriz Maria Teresa e de Francisco I do Sacro Império Romano-Germânico.

## Biografia
Carlos José era o filho favorito de Maria Teresa e Francisco I. Ele era conhecido por odiar seu irmão mais velho, o futuro imperador José II. Ele o ridicularizou por sua soberba e achou-se mais merecedor da coroa do Sacro Império Romano-Germânico porque ele foi o primeiro filho nascido de Francisco durante seu reinado como imperador. Carlos José frequentemente dizia que pretendia lutar com seu irmão pela coroa imperial.

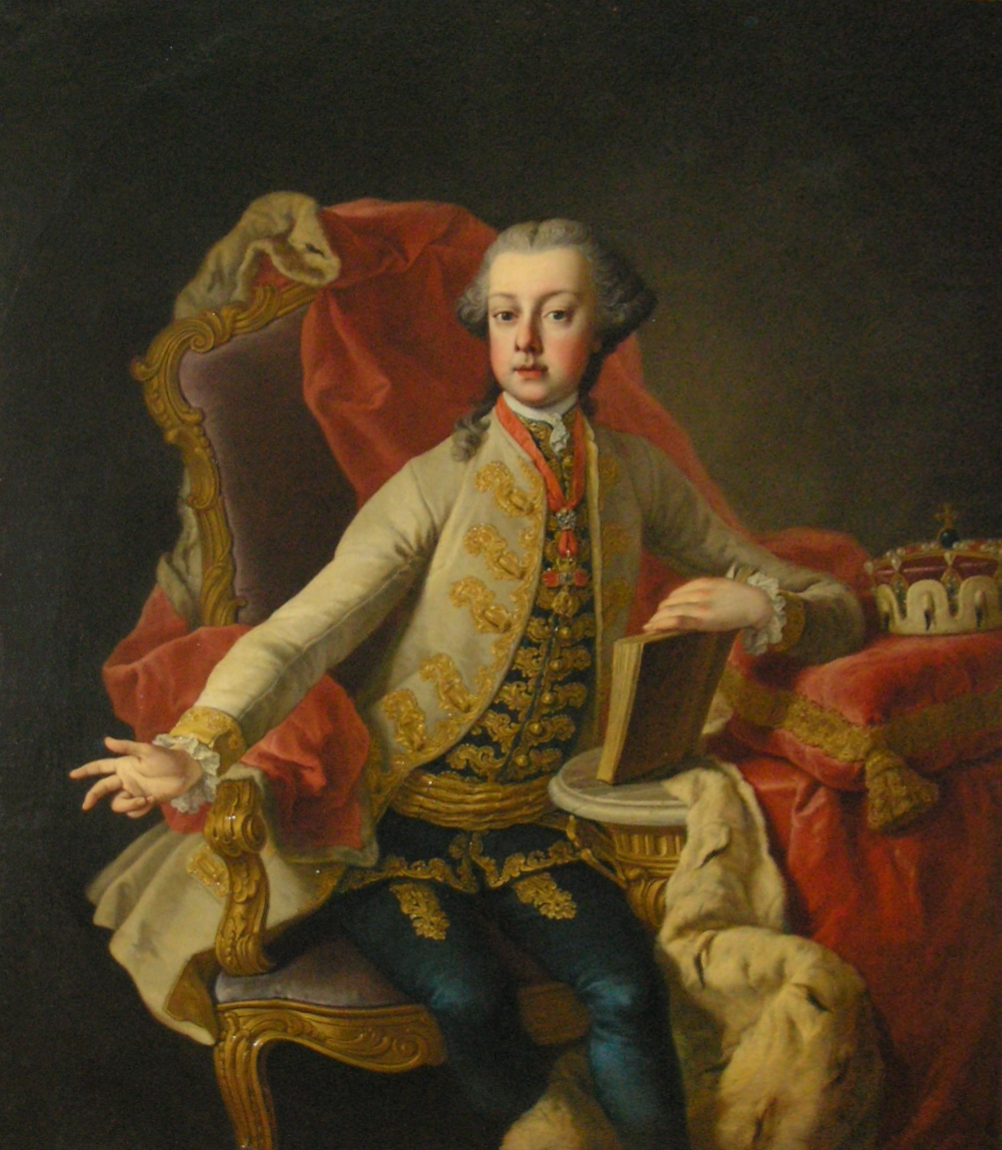
Carlos José
Por Martin van Meytens

A rivalidade entre os irmãos foi terminada com a morte de Carlos José que foi vítima varíola, duas semanas antes de seu décimo sexto aniversário. Maria Teresa conta que enquanto estava sentada em sua cama em lágrimas, Carlos José apareceu diante dela e lhe disse:
Você não deveria chorar por mim, querida mãe, pois se eu tivesse vivido, eu teria trazido muitas mais lágrimas!
Carlos José está enterrado na Cripta Imperial de Viena. Seu coração foi enterrado separadamente da Cripta dos Habsburgos na capela de Loreto da Igreja Agostiniana de Viena.

## Nota
- Este artigo foi inicialmente traduzido do artigo da Wikipédia em inglês, cujo título é «Archduke Charles Joseph of Austria (1745–1761)», especificamente desta versão.